# Янги-Аул (Ишимбайский район)
Янги́-Ау́л (баш. МФА: Яңауыло файле) — деревня в Ишимбайском районе Башкортостана, входит в состав Ишеевского сельсовета.

## Население
| 2002 | 2009 | 2010 |
| ---- | ---- | ---- |
| 107  | ↗140 | ↘116 |

Национальный состав
Согласно переписи 2002 года, преобладающие национальности — татары (47 %), башкиры (28 %).

## Географическое положение
К деревне идёт неасфальтированный подъезд длиной 2 километра от автодороги Стерлитамак — Магнитогорск.
Расстояние до:
- районного центра (Ишимбай): 22 км,
- центра сельсовета (Ишеево): 7 км,
- ближайшей ж/д станции (Стерлитамак): 12 км.

## Улицы
Центральная
Цветочная 
Восточная
Новая
Солнечная